# قائمة زملاء الجمعية الملكية المنتخبين في 2017
هذه الصفحة تعرض قائمة زملاء الجمعية الملكية المُنتخبين لعام 2017.

## الزملاء
- Andrew W. Woods [الإنجليزية]‏
- Susanne von Caemmerer [الإنجليزية]‏
- Wendy Bickmore [الإنجليزية]‏
- Neil Burgess (neuroscientist) [الإنجليزية]‏
- Keith Beven [الإنجليزية]‏
- Hugh Christian Watkins [الإنجليزية]‏
- David C. Rubinsztein [الإنجليزية]‏
- Gerard J. Milburn [الإنجليزية]‏
- Jonathan P. Stoye [الإنجليزية]‏
- غافن سلام [الإنجليزية]‏
- Andrew Orr-Ewing [الإنجليزية]‏
- Yadvinder Malhi [الإنجليزية]‏
- Yves-Alain Barde [الإنجليزية]‏
- جاي روي تايلور
- Andrew N. J. McKenzie [الإنجليزية]‏
- Anne Neville (engineer) [الإنجليزية]‏
- Patrick Vallance [الإنجليزية]‏
- Warren East [الإنجليزية]‏
- Mark Gross (mathematician) [الإنجليزية]‏
- Kenneth H. Wolfe [الإنجليزية]‏
- Jonathan M. Gregory [الإنجليزية]‏
- Nicola Spaldin [الإنجليزية]‏
- غابرييل هيغيرل
- سوبهاش خوت
- Tim Elliott (geochemist) [الإنجليزية]‏
- Sandu Popescu [الإنجليزية]‏
- Richard Houlston [الإنجليزية]‏
- Josephine Pemberton [الإنجليزية]‏
- Nigel Shadbolt [الإنجليزية]‏
- إي. ايفون جونز [الإنجليزية]‏
- Stafford Lightman [الإنجليزية]‏
- لورانس بولسون
- بيتر سميث [الإنجليزية]‏
- Alison Noble [الإنجليزية]‏
- Roy M. Harrison [الإنجليزية]‏
- روجر إل. وليامز [الإنجليزية]‏
- Anne Ferguson-Smith [الإنجليزية]‏
- جوليا كينغ
- Edward C. Holmes [الإنجليزية]‏
- غوردون دوغلاس سليد
- Angus Silver [الإنجليزية]‏
- كريستوفر بيشوب
- Anne Ridley [الإنجليزية]‏
- Krishna Chatterjee [الإنجليزية]‏

## الزملاء الفخريون
- David Neuberger, Baron Neuberger of Abbotsbury [الإنجليزية]‏

## الأعضاء الأجانب
- Hideo Hosono [الإنجليزية]‏
- روبرت غرابز
- Robert O. Ritchie [الإنجليزية]‏
- غينيه موراتا
- جي. ديفيد تيلمان
- توماس سودهوف
- ويتفيلد ديفي
- ماكس دالي كوبر